# 明希
株式会社明希（めいき）は、かつて存在した日本の企業。石川県金沢市問屋町2-10に本社を置く、医薬品・臨床検査試薬・医療用機器・を行う企業であった。現在は、アルフレッサ ホールディングスグループの一社「明祥」である。

## 概要
- 資本金 4000万円

## 営業所
- 石川県:金沢市・小松市・七尾市
- 福井県:福井市・武生市

## 沿革
- 石川県金沢市で「福久屋石黒伝六薬舗」創業
- 昭和38年12月「福久屋石黒伝六商店」の卸部門を分離し石川県金沢市で「株式会社明希」を設立
- 昭和38年6月東京都に「大鵬薬品工業株式会社」（大塚製薬と全国の主要卸業者が出資して設立された企業である）設立。石川地区独占販売契約を締結。大鵬薬品は1県1社代理店制度を採用する
- 昭和43年「福井営業所」開設
- 昭和57年「株式会社明希」が福井県「駒屋薬品株式会社」を合併
  - 「武生出張所」開設
- 平成10年4月1日「明希」が存続会社として「カサマツ」と合併「カサマツ明希株式会社」と商号変更。

## 関係会社
- カサマツ
- サンワ薬品
- 加能薬品

## 主な取引メーカー
- 三共
- 大鵬薬品
- 住友製薬
- エーザイ
- 協和発酵
- 大塚製薬
- 台糖ファイザー
- 明治製菓
- 小野薬品
- 中外製薬
- 日本シエーリング
- 久光製薬
- 興和
- カネボウ
- 参天製薬
- ツムラ
- 鳥居薬品